# علي والعلوم الإسلامية
إن علي بن أبي طالب، هو ابن عم وصهر النبي محمد، وقد لعب دورًا محوريًا في السنوات التكوينية الأولى للإسلام. وفي وقت لاحق، بعد وفاة محمد في عام 632 م، ومن خلال أقواله وكتاباته العديدة، ساعد علي في تأسيس مجموعة من العلوم الإسلامية، بما في ذلك تفسير القرآن الكريم، وعلم الكلام، والفقه، والبلاغة، وقواعد اللغة العربية. كما قام بتدريب تلاميذ تفوقوا فيما بعد في الغنوصية، والتفسير، وعلم الكلام (اللاهوت)، والفقه. هناك العديد من الأحاديث المنسوبة إلى علي، والتي توضح التعاليم الباطنية للقرآن الكريم، النص الديني المركزي في الإسلام. باعتباره الإمام الشيعي الأول، فإنه يُنظر إليه أيضًا في الإسلام الشيعي باعتباره المُفسر المتميز للقرآن الكريم بعد وفاة محمد. ويُعتبر علي راويًا موثوقًا به ومنتجًا للأحاديث النبوية، في حين تتم دراسة أقواله وممارساته بشكل أكبر في الإسلام الشيعي باعتبارها استمرارًا للتعاليم النبوية. ويُنظر إلى علي أيضًا باعتباره مؤسس علم اللاهوت الإسلامي. وفيما يلي بعض مساهمات علي في العلوم الإسلامية:

## علوم القرآن الكريم

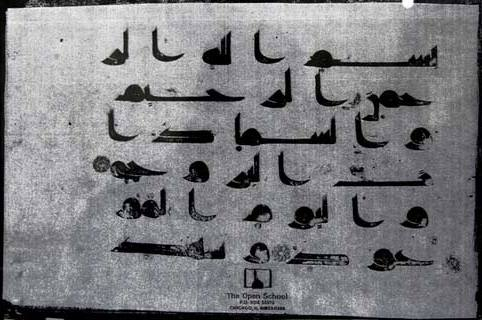
الآيات الثلاث الأولى من سورة البروج فيما قد يكون نسخة من مصحف علي، محفوظة في مكتبة ضريح الإمام علي، في النجف، بالعراق

بعد وفاة النبي محمد في عام 632 م، لعب ابن عمه وصهره علي بن أبي طالب دورًا مميزًا في نشأة العلوم القرآنية. غالبًا ما يتم إثبات معرفته العميقة بالقرآن الكريم، في المصادر السنية والشيعية المبكرة. ومن هذه الأقوال حديث نبوي في صحيح البخاري، وهو أحد المصادر السنية المعتمدة، مفاده أن عليًّا كان يملك الباطن والظاهر من القرآن. وفي حديث آخر من هذا القبيل: «علي مع القرآن، والقرآن مع علي».
العلامة السني ابن كثير (توفي. 1373 م) يروي عن النبي محمد الحديث: "قُسمت الحكمة عشرة أجزاء، فأعطي علي تسعة أجزاء، والناس جزءًا واحدًا". ويقال أيضًا إن النبي محمد تنبأ بأنه كما حارب النبي لتنزيل القرآن، فإن عليًا سيُحارب لتأويل القرآن: (أنا أقاتل على تنزيل القرآن، وعلي يقاتل على تأويل القرآن) وهو حديث من جُملة الأحاديث: (إن منكم من يقاتل على تأويل القرآن كما قاتلت على تنزيله). ويُنسَب إلى علي نفسه قول مماثل عن قتاله من أجل التأويل القرآن؛ وهو مما يقوله الشيعة في دعاء الندبة: (يحذو حذو الرسول صلى الله عليهما وآلهما، ويقاتل على التأويل، ولا تأخذه في الله لومة لائم، قد وتر فيه صناديد العرب، وقتل أبطالهم، وناهش ذؤبانهم، فأودع قلوبهم أحقادا بدرية وخيبرية وحنينية وغيرهن).
كما رُوي أن عليًّا أيضًا أن عليًّا قال أنه تعلّم سبب الوحي والتفسير الباطني لكل آية من القرآن الكريم مباشرة من النبي محمد. كما أشار إلى نفسه بأنه "القرآن الناطق".
تعود أصول قراءة القرآن الكريم إلى علي من خلال تلميذه أبو الأسود الدؤلي (توفي. 688–689 م). كما يُنسب إلى علي أيضًا نسخة غير موجودة من القرآن الكريم، تُعرف باسم مصحف علي، ويُعتقد أنها تضمنت أيضًا تعليقه الرسمي. قد درس ابن عباس (توفي. 687 م) وابن مسعود (توفي. 653 م)، اثنان من المفسرين الأوائل الرائدين، تحت إشراف علي. في الواقع، نسب ابن عباس تفسيره للقرآن إلى علي، بينما روي أن ابن مسعود قال إن عليًا كان يمتلك الأبعاد الداخلية والخارجية للقرآن.
كما أن التراث المكتوب لعلي مليء أيضًا بالتفسيرات القرآنية، على سبيل المثال، تفسير الآية 24:37 في الخطبة 213 من نهج البلاغة، وهي مجموعة من الخطب والرسائل والأقوال المنسوبة إلى علي. يعود إليه الفضل في وضع أسس تفسير القرآن الكريم بالقرآن، وهو أسلوب تفسير القرآن الكريم من خلال آياته الخاصة. وفي هذا السياق يُنسب إلى علي: «إنه لا شك أن القرآن ينطق بعضه ببعض ويشهد بعضه على بعض».
علّم علي أن القرآن له وجوه [معانٍ] متعددة في قوله: (لا تُخاصِمْهم بالقُرآن؛ فإنَّ القُرْآن حمَّالُ أوجُه، ذو وجوه، تقول ويقولون، ولكنْ حاجِجْهم بالسنَّة؛ فإنَّهم لن يَجدوا عنْها مَحيصًا). كما أنه لم ينظر إلى الوحي الإلهي كبديل للعقل البشري. على النقيض من ذلك، في الخطبة الأولى من نهج البلاغة، يصف غرض الوحي بأنه "كشف" "كنوز العقل المدفونة". وبالتالي فقد رأى أن الوحي والعقل يكملان بعضهما البعض.
وقد رُوي عن علي أحاديث كثيرة في القرآن الكريم، في الناسخ والمنسوخ، وأسباب النزول. وقد جُمعَت بعض هذه الآيات في تفسير النعماني لعالم الشيعة محمد بن إبراهيم النعماني في القرن العاشر.

## أدب وعلوم الحديث
وباعتباره رفيقًا مقربًا للنبي، روى علي العديد من الأحاديث، حوالي 586 منها وفقًا للعالم السني النووي (توفي. 1277 م). وقد جُمعت هذه الكتب في مصنفات مختلفة إما تحت عنوان مسند علي، مثل المسند الذي جمعه المؤلف السني السيوطي (ت 130 هـ)، أو المسند الذي جمعه الإمام أحمد (توفي. 1505 م)، أو مُدرجة في مجموعات أكبر من الأحاديث، مثل مسند أحمد، وهو مصدر سني قانوني.
تشير بعض التقاليد المبكرة أيضًا إلى مجموعة من الأقوال النبوية التي جمعها علي نفسه، والمعروفة باسم كتاب علي، والتي لم تعد موجودة بعد الآن على الرغم من بقاء أجزاء منها في أعمال الشيعة والسُنّة اللاحقة. وباعتباره إمامًا شيعيًا، فإن التصريحات والممارسات المنسوبة إلى علي تُدرس على نطاق واسع في الإسلام الشيعي أيضًا، حيث يُنظر إليها على أنها استمرار للتعاليم النبوية. ومن الأمثلة على ذلك كتاب من لا يحضره الفقيه وهو مجموعة أحاديث للفقيه الشيعي الشيخ الصدوق (توفي. 991 م).
وفي الوقت نفسه، يُنسب إلى علي أول تقييم منهجي للأحاديث، ويُنسب إليه خطاب عن العالم الشيعي أبان بن أبي عياش (توفي. (755 م) يوضح أسباب اختلاف الأحاديث، ومنها: الوضع، والنسخ، وعمومية التطبيق أو خصوصية تطبيقه. في الواقع، يُعتبر علي في كثير من الأحيان شخصية مؤسسة لعلوم الحديث.

## علم الكلام الإسلامي

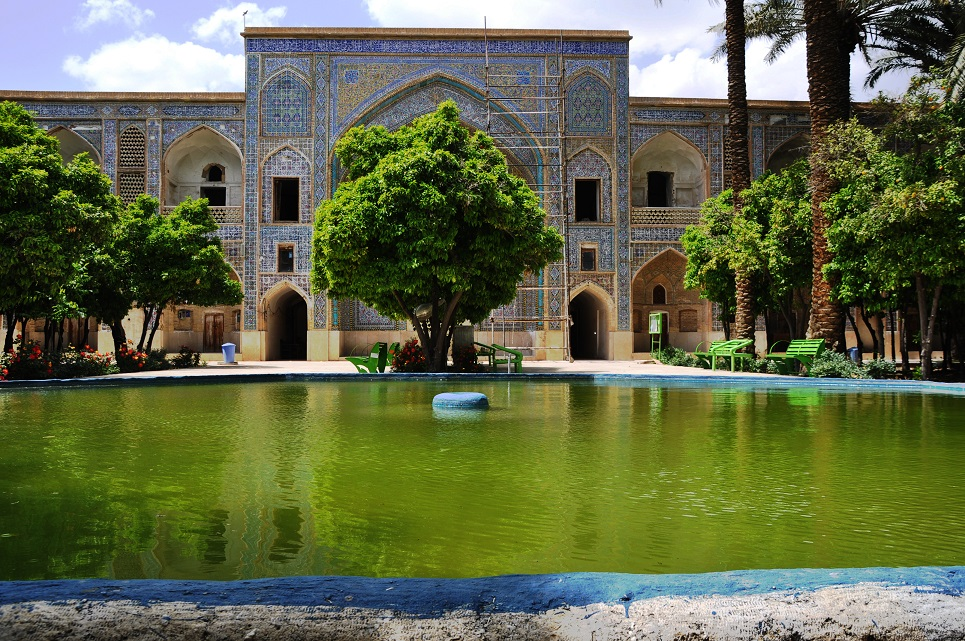
مدرسة خان (تأسست عام 1595) في شيراز، بإيران ، حيث قام بالتدريس الفيلسوف الشيعي الملا صدر الدين. في مدرسة الحكمة المتعالية الفكرية المنسوبة إلى صدر الدين، يُحتفى بعلي باعتباره أبرز علماء الباطن في الإسلام.

يُعتبر علي عند البعض مؤسس علم اللاهوت الإسلامي (علم الكلام). ويقال إن كلماته تحتوي على أول الأدلة العقلية بين المسلمين على وحدانية الله. وفي الفلسفة الإسلامية اللاحقة، وخاصة في تعاليم عالم الدين الشيعي الملا صدر الدين (توفي. 1635 م) وأتباعه، مثل محمد حسن الطباطبائي (توفي. 1981 م)، وتُعتبر أقوال علي وخطبه مصدرًا مركزيًّا لمعرفة الفلسفة الإلهية عند الشيعة. ولذلك يُعتبر أعضاء الحكمة المتعالية عليًا أعظم عالم ميتافيزيقي في الإسلام وأول شخص عبر عن الأفكار الفلسفية باللغة العربية.
تُعتبر بعض الأقوال المنسوبة إلى عليّ دليلًا على فهمه الميتافيزيقي الفائق، ومنها: (ما رأيتُ شيئًا إلا رأيتُ الله قبله)، و(لو كشف الغطاء ما ازددت يقينا). وقوله: (لا تنظر إلى من قال وانظر إلى ما قال)، يُجسّد سمةً جوهريةً من سمات الفكر الإسلامي، تُعلي من شأن المذاهب الفكرية. وهذا يعني أن الأفكار يتم الحكم عليها من خلال قيمتها الفلسفية الجوهرية وليس من خلال مصادرها التاريخية.

## نهج البلاغة
باعتباره مجموعة كبيرة من المواد المنسوبة إلى علي، يعد نهج البلاغة مصدرًا حيويًا للمذاهب الفلسفية الشيعية، بعد القرآن والسنة النبوية. إلى جانب الإرث المكتوب لأئمة الشيعة الآخرين، يبدو أن نهج البلاغة والعديد من التعليقات المكتوبة عنه كانت مسؤولة عن التطور المستدام للفلسفة الشيعية لفترة طويلة بعد أن وصلت نظيرتها السنية إلى طريق مسدود. ويمكن رؤية تأثير نهج البلاغة على الفلسفة الشيعية في التنسيق المنطقي للمصطلحات، واستخلاص النتائج الصحيحة، وإنشاء المصطلحات التقنية ذات الصلة باللغة العربية، بغض النظر عن ترجمة الأعمال الفلسفية اليونانية إلى اللغة العربية. ولعل جوهر الفلسفة الشيعية يمكن أن نجده في حوار بين علي ورفيقه كميل بن زياد حول طبيعة الحقيقة في نهج البلاغة أو في نص آخر منسوب إلى علي يشرح الخلافة الباطنية للأولياء في هذا العالم.

## طالع أيضًا
- علي في القرآن الكريم
- علي في الأحاديث النبوية

## الحواشي
1. ↑  Momen 1985، صفحات 11 – 17.
2. 1 2  Tabatabai 1975، صفحة 47.
3. 1 2  Shah-Kazemi 2014.
4. 1 2  Momen 1985، صفحة 25.
5. 1 2 3 4 5  Lalani 2006، صفحة 29.
6. ↑  Steigerwald 2017، صفحة 455.
7. ↑  Shomali 2003، صفحة 21.
8. 1 2 3 4 5 6 7 8 9 10 11  Pakatchi 2015.
9. ↑  Shah-Kazemi 2019، صفحة 25.
10. ↑  Mavani 2013، صفحات 67 – 68.
11. ↑  Ayoub 1988، صفحات 181 – 182.
12. ↑  Shah-Kazemi 2019، صفحة 17.
13. ↑  Steigerwald 2017، صفحة 451.
14. ↑  Lalani 2006، صفحة 30.
15. ↑  Modarressi 2003، صفحة 3.
16. 1 2  Hulmes 2008، صفحة 45.
17. ↑  Lalani 2006، صفحات 30 – 31.
18. ↑  Modarressi 2003، صفحات 2 – 3.
19. ↑  Ayoub 1988، صفحة 182.
20. 1 2  Lalani 2006، صفحة 28.
21. ↑  Modarressi 2003، صفحات 15 – 16.
22. ↑  Esposito 2003، صفحات 175-176.
23. ↑  Modarressi 2003، صفحة 5.
24. ↑  Nasr 2006، صفحات 2, 120.
25. ↑  Nasr & Afsaruddin 2023.
26. ↑  Corbin 2006، صفحات 35 – 36.
27. ↑  Corbin 2006، صفحة 35.
28. ↑  Shah-Kazemi 2007، صفحة 36.